# Ekstraklasa islandzka w hokeju na lodzie (2021/2022)
Sezon ekstraklasy islandzkiej rozgrywany jest na przełomie 2021 i 2022 roku. Będzie to 31. sezon rozgrywek o Mistrzostwo Islandii w hokeju na lodzie.

## Sezon zasadniczy
| Poz. | Drużyna                 | M | Pkt. | Z | ZpD | PpD | P | G+ | G- | +/- |
| ---- | ----------------------- | - | ---- | - | --- | --- | - | -- | -- | --- |
| 1    | Skautafélag Akureyrar   | 2 | 6    | 2 | 0   | 0   | 0 | 12 | 6  | +6  |
| 2    | Skautafélag Reykjavíkur | 3 | 6    | 2 | 0   | 0   | 1 | 12 | 9  | +3  |
| 3    | Fjölnir                 | 3 | 0    | 0 | 0   | 0   | 3 | 7  | 16 | -9  |